# Alisha Glass
Alisha Rebecca Glass (Leland, 5 de abril de 1988) é uma ex voleibolista americana que atuava na posição de levantadora. Caracterizado por seu jogo acelerado, era considerada uma das melhores levantadoras do cenário mundial na época.
No ano de 2014 conquistou o título mais importante do voleibol de quadra norte americano feminino da história o Campeonato Mundial onde foi considerada a melhor levantadora. Glass atualmente joga na Itália pelo time do Conegliano.
A primeira equipe com a qual começou a competir foi a da Universidade Estadual da Pensilvânia. Glass também já jogou no Brasil pelo extinto time do Vôlei Futuro.

## Clubes
| Clube                   | De        | A         |
| ----------------------- | --------- | --------- |
| Penn State University   | 2006-2007 | 2008-2009 |
| Vôlei Futuro            | 2010-2011 | 2010-2011 |
| Atom Trefl Sopot        | 2011-2012 | 2011-2012 |
| Universal Modena        | 2012-2013 | 2012-2013 |
| Criollas de Caguas      | jan 2013  | mar 2013  |
| Indias de Mayagüez      | mar 2013  | mai 2013  |
| Fenerbahçe Istambul     | 2013-2014 | 2013-2014 |
| Imoco Volley Conegliano | 2014-2015 | 2016      |

## Títulos

### Seleção
- Campeonato Mundial: 2014
- Grand Prix: 2010, 2011, 2012

## Prêmios Individuais
- Melhor Levantadora do Grand Prix 2010.
- Melhor Levantadora do Campeonato NORECA de 2013.
- Melhor Levantadora do Grand Prix 2013.
- Melhor Levantadora do Campeonato Mundial 2014.
- Melhor Levantadora dos Jogos Olímpicos de 2016